# Partido Nacional Campesino (Hungría)
El Partido Nacional Campesino (en húngaro: Nemzeti Parasztpárt, PNC) fue un partido político húngaro que existió entre 1939 y 1949. Fue fundado y liderado por el escritor Péter Veres. Resurgió durante un breve período durante la Revolución húngara de 1956 y posteriormente lo hizo tras el fin del comunismo entre 1989 y 1990.

## Historia
Fue fundado en 1939, pero solo se formalizó como organización el 19 de septiembre de 1944. Obtuvo 42 escaños en las elecciones parlamentarias de ese mismo año. Al año siguiente llegó a poseer 170.000 militantes, a pesar de que fue reducido a 23 escaños en las elecciones parlamentarias de 1945. Aun así, logró obtener 36 de los 411 escaños en las elecciones parlamentarias de 1947.
Para las elecciones parlamentarias de 1949 fue parte del Frente Popular Independiente de Hungría, liderado por el Partido Comunista, obteniendo un total de 39 escaños. La adopción de una nueva constitución en agosto de 1949, hizo que el país fuese un estado unipartidista, por lo que el PNC fue anexado al Partido de los Trabajadores Húngaros.

Tras la Revolución húngara de 1956, el partido resurgió con el nombre de Partido Petőfi y estuvo al servicio del nuevo gobierno de breve existencia. Durante la transición a la democracia (1989–90), miembros de la Fundación Péter Veres refundaron el partido bajo el nombre de Partido Popular Húngaro (PPH) el 11 de junio de 1989 y participó en los diálogos de la Mesa Redonda de Oposición, en la cual, se buscaba el restablecimiento de partidos políticos en el país. El PNC tuvo altas expectativas ante las primeras elecciones democráticas en 1990, pero obtuvieron solamente el 0,8% de los votos. Tras este fracaso, el presidium renovó 

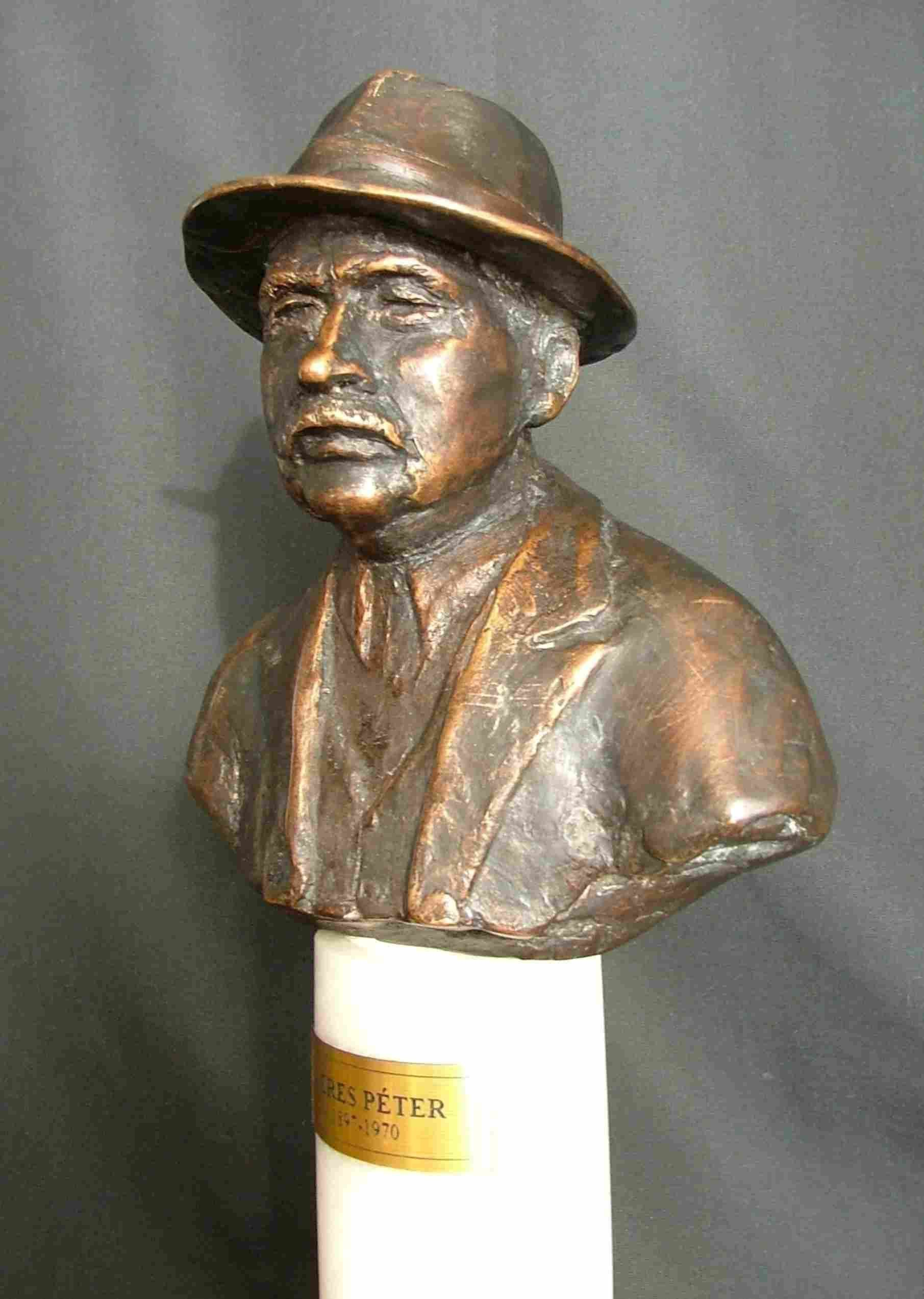
Péter Veres, fundador del Partido Nacional Campesino

el nombre del partido a Partido Nacional Campesino-Partido Popular Húngaro (PNC-PPH). Previo a las elecciones 
parlamentarias de 1994, dos tercios de los militantes se unieron a la Alianza Nacional Democrática (NDSZ) liderada por Zoltán Bíró y Imre Pozsgay. Finalmente, el PNC-PPH fue disuelto hacia a finales de la década.

## Ideología
La principal política del partido era la reforma agraria. Fue fuertemente apoyado por las clases bajas y medias de las zonas rurales, así como intelectuales en las provincias, y fue el partido político más popular del este de Hungría. Fue patrocinado por el Partido Comunista, debido a que no lograban obtener la atención y el apoyo de los votantes rurales. Su base de apoyo significó que estaban más vinculados hacia el Partido Comunista que el Partido Socialdemócrata, al punto de que algunos de sus líderes, incluyendo Ferenc Erdei y József Darvas, eran secretamente comunistas.

## Representación parlamentaria
| Elección | Asamblea nacional | Asamblea nacional | Asamblea nacional | Asamblea nacional |
| Elección | Votos             | % de Votos        | Escaños obtenidos | +/–               |
| -------- | ----------------- | ----------------- | ----------------- | ----------------- |
| 1944     |                   | en el gobierno    | 42/492            |                   |
| 1945     | 324.772           | 6.9%              | 23/409            | 19                |
| 1947     | 413.409           | 8.28%             | 36/411            | 13                |
| 1949     | 5.478.515         | 97.1%             | 39/402            | 3                 |
| 1990     | 37.047            | 0.8%              | 0/386             |                   |

1PNC fue parte del Frente Popular Independiente Húngaro (FPI), liderado por el Partido Comunista. Hungría pasará a ser un estado unipartidista, tras la implementación de una nueva constitución en 1949.